# Llimiana
Llimiana là một đô thị trong tỉnh Lleida, cộng đồng tự trị Cataluña, Tây Ban Nha. Đô thị có diện tích 41,03 ki-lô-mét vuông, dân số năm 2009 là 173 người với mật độ 4,22 người/km². Đô thị Llimiana có cự ly km so với tỉnh lỵ Lleida.